# Отравления сиропами от кашля
С 1990-х годов в развивающихся странах произошло несколько массовых отравлений токсичными сиропами от кашля. В этих случаях ингредиент сиропа от кашля, глицерин, был заменен диэтиленгликолем, более дешёвой альтернативой глицерину для промышленного применения. Диэтиленгликоль нефротоксичен и может привести к синдрому полиорганной дисфункции (СПОН), особенно у детей.

## История
В период с 1992 по 2022 год в Панаме, Китае, Гаити, Бангладеш, Аргентине, Нигерии, Индии (дважды), Индонезии, Узбекистане и Гамбии были зафиксированы отравления сиропом от кашля и другими лекарственными средствами, в состав которых вместо глицерина входил недорогой диэтиленгликоль.

### Бангладеш
Обнаружение и отслеживание токсичного сиропа до его источника было затруднено для поставщиков медицинских услуг и государственных учреждений из-за затрудненного взаимодействия между правительствами развитых и развивающихся стран. Например, Майкл Л. Бенниш, американский педиатр, работающий в развивающихся странах, работал врачом-добровольцем в Бангладеш и отметил ряд подозрительных смертей, которые, по-видимому, совпали с распространением выпускаемого государством сиропа от кашля. Правительство отвергло его попытки исследовать лекарство. В ответ Бенниш контрабандой провёз бутылки с сиропом в своем чемодане по возвращении в Соединённые Штаты, что позволило фармацевтическим лабораториям в Массачусетсе идентифицировать ядовитый диэтиленгликоль, который может оказаться очень похожим на менее опасный глицерин. Бенниш написал в 1995 году статью в British Medical Journal о своём опыте, написав, что, учитывая количество прописанных лекарств, число погибших «должно [уже] исчисляться десятками тысяч».

### Индонезия
Сообщалось, что в 2022 году смерть почти 100 детей в Индонезии была связана с сиропом от кашля и жидкими лекарствами. Сироп содержал «недопустимое количество» диэтиленгликоля и этиленгликоля, что связано с острой почечной недостаточностью (ОПН). В октябре представители здравоохранения сообщили о 200 случаях ОПП у детей, большинство из которых были в возрасте до пяти лет. Индонезия временно запретила продажу и назначение всех сиропов и жидких лекарств, поскольку не было ясно, были ли эти лекарства импортированы или произведены на месте.

### Панама
В мае 2007 года в Панаме было зарегистрировано 365 смертей.
В Панаме импортный диэтиленгликоль поступил от китайского производителя. Управление по санитарному надзору за качеством пищевых продуктов и медикаментов Китая не считало скандал с токсичным сиропом от кашля виной Китая. Китайский производитель экспортировал диэтиленгликоль под названием «TD-глицерин», но испанский посредник Адуанас Хавьер де Грасиа изменил название на «глицерин» при заполнении таможенной декларации в Панаме.

### Гамбия
В октябре 2022 года ВОЗ объявила о связи между четырьмя педиатрическими сиропами от кашля от одной индийской фармацевтической компании и смертью 66 детей в Гамбии от почечной недостаточности. Считается, что продукты (раствор для приёма внутрь прометазин, сироп от кашля для детей «Кофексмалин», сироп от кашля для детей «Макофф» и сироп от простуды «Магрип Н») загрязнены диэтиленгликолем и/или этиленгликолем. Используемые продукты были произведены Maiden Pharmaceuticals в декабре 2021 года.
Это привело к запрету продукции Maiden Pharmaceuticals в Гамбии; расследование CDSCO и добровольцев из учреждений здравоохранения в Гамбии, которые ходят от двери к двери в срочном отзыве.
В декабре 2022 года парламентский комитет Гамбии рекомендовал привлечь к ответственности индийскую компанию Maiden Pharmaceuticals. Он также рекомендовал запретить всю продукцию фирмы в стране.

### Узбекистан
В декабре 2022 года министерство здравоохранения Узбекистана сообщило, что 18 детей умерли от проблем с почками и острых респираторных заболеваний после употребления сиропа от кашля производства индийского производителя лекарств Marion Biotech. В заявлении не уточняется, в какой период времени произошли смерти. В результате Marion Biotech была отстранена от участия в Pharmexcil, индийской торговой группе, связанной с правительством. В результате полиция госбезопасности Узбекистана арестовала четырёх человек.